# Declan Galbraith
Declan John Galbraith, född den 19 december 1991 i Hoo St Werburgh, Kent, är en engelsk sångare.
Galbraith har skotskt och irländskt påbrå. Han och hans familj bor i Hoo St Werburgh, ett samhälle nära Rochester i England. Han är känd för kontrollen och omfånget av sin röst liksom för sin förmåga att tolka och anpassa sig till material av olika stilar. Galbraith har även deltagit i den brittiska sångfestivalen Young Voices år 2002. Där satte han och 80 000 andra barn ett nytt rekord till Guinness Rekordbok genom att alla sjöng samtidigt. Galbraith har deltagit i många sångtalangtävlingar och även vunnit dem när han var yngre.
Hans första produktion var en version av "Walking in the Air", vilken fanns med på ett speciellt Christmas Hits album. På samma album var också bland annat Westlife, Elton John och Elvis Presley med.
Galbraith är mycket känd i Tyskland och har haft stora framgångar där. En av hans singlar heter An Angel. Han har spelat in tre album.

## Diskografi

### Album
- 2002 - Declan
- 2006 - Thank You
- 2007 - You And Me

### Singlar
- 2002 - Tell me why
- 2007 - Love of my life
- 2007 - Ego You